# Colectomía
Colectomía es la extirpación quirúrgica o resección de una parte enferma del intestino grueso, también conocido como colon.
En los casos programados, el colon se limpia antes de la cirugía con enemas y medicamentos.
La resección del intestino grueso se lleva a cabo mientras el paciente se encuentra bajo anestesia general. Se realiza una incisión en el abdomen, se extirpa la parte enferma del intestino grueso (colon) y finalmente se suturan los dos extremos sanos y se cierra la incisión. Si se extirpa todo el colon y el recto, se denomina proctocolectomía.
Se puede llevar a cabo una resección del intestino como un procedimiento "abierto" tradicional o como un procedimiento laparoscópico mínimamente invasivo.
Se puede crear una abertura temporal del colon hacia la pared abdominal (colostomía) en caso de que sea necesario liberar al intestino de su trabajo digestivo normal mientras se recupera, lo cual se logra pasando el extremo proximal del colon a través de la pared abdominal y suturando sus bordes a la piel de dicha pared. Luego, se fija una bolsa de drenaje adhesiva a la piel (artefacto para la estoma) alrededor de la abertura.
En la mayoría de los casos, dependiendo de la enfermedad que se esté tratando, las colostomías son temporales y se pueden cerrar con una cirugía posterior; pero si se extirpa gran parte del intestino, la colostomía puede ser permanente.
El intestino grueso absorbe la mayor parte de los líquidos de los alimentos que se digieren y cuando el colon se deriva por una colostomía, el paciente debe esperar deposiciones líquidas o blandas. Por esta razón, es necesario un cuidado minucioso de la piel y una bolsa de colostomía bien ajustada para reducir la irritación cutánea alrededor de la colostomía.

## Indicaciones
La resección intestinal se recomienda como tratamiento para varios procesos patológicos, de los cuales los más comunes son:
- cáncer
- Diverticulitis
- Obstrucción del intestino (obstrucción intestinal) debido a tejido cicatricial

Otras razones para llevar a cabo una resección intestinal incluyen las siguientes:
- Colitis ulcerosa resistente a la terapia médica
- Heridas traumáticas
- Pólipos precancerosos
- Poliposis familiar

## Riesgos
Los riesgos que implica cualquier tipo de procedimiento con anestesia son:
- Reacciones a los medicamentos
- Problemas respiratorios

Los riesgos que implica cualquier tipo de cirugía son:
- Sangrado
- Infección

Otros riesgos son:
- Protrusión a través de la incisión (hernia incisional)
- Estrechamiento o estenosis de la abertura (estoma)
- Taponamiento u obstrucción del intestino debido a tejido cicatricial
- Filtración de la reconexión del intestino

Algunos casos pueden llevar a la necesidad permanente de una bolsa de colostomía.

## Expectativas después de la cirugía
El resultado depende de la enfermedad. Alrededor del 90% de los pacientes tiene un resultado positivo acompañado de un alivio total de los síntomas.

## Convalecencia
La mayoría de los pacientes permanece en el hospital de cinco a siete días y la recuperación completa de la cirugía puede tomar dos meses. Durante los primeros días después de la cirugía se restringe la alimentación.
La resección laparoscópica del intestino para el cáncer de colon puede resultar en un tiempo de recuperación más rápido que la cirugía abierta tradicional.
- Datos: Q1779148
- Multimedia: Colectomy / Q1779148